# ویلیام واتسون (شطرنج‌باز)
ویلیام نیکلاس واتسون (به انگلیسی: William Nicholas Watson) (متولد ۱۸ آوریل ۱۹۶۲ در بغداد، عراق)،شطرنج‌باز اهل انگلستان است که دارای عنوان استاد بزرگ است.